# ديفيد باردسلي
ديفيد باردسلي (بالإنجليزية: David Bardsley)‏ هو لاعب كرة قدم بريطاني في مركز ظهير ‏، ولد في 11 سبتمبر 1964 في مانشستر في المملكة المتحدة. شارك مع منتخب إنجلترا لكرة القدم. أما مع النوادي، فقد لعب مع أكسفورد يونايتد وكوينز بارك رينجرز ونادي بلاكبول ونادي واتفورد ونورثويتش فيكتوريا.

## وصلات خارجية
- ديفيد باردسلي على موقع قاعدة بيانات كرة القدم.إي يو (الإنجليزية)
- ديفيد باردسلي على موقع ناشيونال فوتبول تيمز (الإنجليزية)
- ديفيد باردسلي على موقع عالم كرة القدم.نت (الإنجليزية)